# Municipio de Teotihuacán
El municipio de Teotihuacán es uno de los 125 municipios del Estado de México,  perteneciente a la Zona Metropolitana de la Ciudad de México y localizado al noreste del territorio estatal. Su cabecera municipal es la ciudad de Teotihuacán de Arista.
En este municipio se encuentra localizada la zona arqueológica de Teotihuacán. San Juan Teotihuacán y San Martín de las Pirámides, fue declarado Pueblo Mágico el día 25 de septiembre del 2015.

## Geografía
El municipio de Teotihuacán se encuentra localizado en el noreste del Estado de México y forma parte de la denominada Región V de Ecatepec. Tiene una extensión territorial de 83.423 kilómetros cuadrados y sus coordenadas geográficas extremas son 19°38′ - 19°45′ de latitud norte y 98°48′ - 98°56′ de longitud oeste. Su altitud fluctúa entre 2 200 y 2 800 metros sobre el nivel del mar.
Limita al norte con el municipio de Temascalapa y con el municipio de San Martín de las Pirámides, al sureste con el municipio de Otumba, con un exclave del municipio de San Martín de las Pirámides y con el municipio de Tepetlaoxtoc, al sur con el municipio de Acolman y al oeste con el municipio de Tecámac.

## Demografía
De acuerdo con los resultados del Censo de Población y Vivienda de 2010 realizado por el Instituto Nacional de Estadística y Geografía la población del municipio de Teotihuacán es de 53 010 habitantes, de los cuales 26 000 son hombres y 27 010 son mujeres.

### Localidades
El municipio tiene una totalidad de 30 localidades, las principales y su población en 2010 son las siguientes:
| Localidad                  | Población |
| Total Municipio            | 53 010    |
| Teotihuacán de Arista      | 23 325    |
| San Lorenzo Tlalmimilolpan | 5 386     |
| San Sebastián Xolalpa      | 5 383     |
| Atlatongo                  | 4 913     |
| San Francisco Mazapa       | 3 365     |
| Santiago Zacualuca         | 2 546     |
| Palomar Atlatongo          | 2 235     |
| Purificación               | 588       |
| Puxtla                     | 145       |
| Cozotlan                   | 511       |

## El pueblo
El pueblo ha sido llamado un Pueblo con Encanto por el gobierno del Estado de México igual que el Pueblo con Encanto del Bicentenario. Fue elegido como representativo de la historia del Estado de México debido a su sito arqueológico y por sus edificios históricos.
El origen del pueblo moderno está marcado por el antiguo monasterio de San Juan Evangélica que fue fundado 1548. La entrada principal de la aurícula contiene arcos decorados. El portal está hecho de piedras de cantera que ha sido esculpida con la ornamentación. El resto de la fachada contiene nichos con estatuas de santos, así como las columnas salomónicas. La campana de la iglesia incluye una antigua espadaña rematada por almenas en la forma de nopales típicos de la región. A la derecha de la iglesia principal, está la capilla abierta, con un frente de seis arcos sostenidos por columnas dóricas y contiene una pila bautismal. Dentro de la iglesia se encuentra un púlpito de madera finamente esculpido. Gran parte de la zona del antiguo claustro continúa siendo así.
El lunes es el día de mercado, el pueblo alberga uno de los tianguis más tradicionales en el valle de México, en el cual cientos de puestos de venta son establecidos entre la zona arqueológica y el antiguo monasterio. La mayoría de la mercancía consiste de alimentos y platos preparados. EL tianguis es conocido por sus frutas y verduras al igual que artesanías. Aquí al igual que en el mercado municipal permanente, uno puede disfrutar de los platillos locales como la barbacoa, el mixiote, y una variedad de platillos con nopal, el cual crece abundantemente en esta región. El mercado municipal existe desde el principio del siglo XX. En el 2005, cuando el mercado decidió instalar un nuevo sistema de drenaje, la INAH fue llamada para trabajar dentro del sitio arqueológico. Al final de la exploración, se descubrieron los vestigios de un alter de casa que provino de aproximadamente 450 d. C., y tres tumbas con los restos de seis individuos. El altar mide 25 centímetros de altura junto con los restos de postes que sostenían el techo. Las tumbas contenían los restos de cuatro niños, un joven, y un adulto, los cuales, de acuerdo a los arqueólogos, son relacionados.

## El agua en San Juan Teotihuacán
El municipio de San Juan Teotihuacán se ubica en la Cuenca del Valle de México (…) predomina el clima frío y templado semiseco, tiene una precipitación pluvial de mil milímetros anuales. Para principios del siglo XX, los cultivos más importantes eran maíz y trigo, la producción del pulque también tenía su relevancia.
Desde antes de la conquista española, la agricultura de los pueblos de Teotihuacán dependía de la humedad de las lagunas del valle, en algunas zonas de la técnica chinampera y de la afluencia de pequeños ríos que provenían de las partes altas de Otumba. Para el siglo XIX, varias de estas lagunas se habían desecado, así que en ese contexto los manantiales y pequeños arroyos eran de vital importancia para el consumo humano y para irrigar tierras de cultivo. Sobre todo durante el porfiriato se introdujeron nuevos cultivos como alfalfa, cebolla y ajo que requerían mayores cantidades del vital líquido.
"Los ríos más importantes de la localidad son: el de San Juan, cuyo curso va de noreste a sureste y el de San Lorenzo; ambos cruzan por todo el municipio, así como por la cabecera municipal.
Otro río con el que cuenta esta localidad se encuentra en San Sebastián Xolalpa, es conocido como Barranquilla del Águila.
Los manantiales más importantes son los llamados de la Parroquia, ubicados en la cabecera municipal, los cuales dan origen al río San Juan. Otros manantiales de gran importancia se localizan en Puxtla y Maquixco; sus aguas se emplean para el riego de tierras agrícolas.
Además de las fuentes acuíferas ya mencionadas, se cuenta con el gran acueducto de San Agustín Actipac y 18 pozos profundos, de los que se distribuye líquido a los poblados”.
Actualmente el agua es utilizada, además de la agricultura y el uso doméstico, para la recreación. Se ubican en la zona dos balnearios: la Fuente y Cuauhtémoc, que ofrecen chapoteaderos, albercas, vestidores, áreas verdes, regaderas, restaurantes y tiendas.

## Arqueología
Cuenta con una zona arqueológica llena de misterio, compuesta por la calzada de los muertos, en uno de sus extremos se encuentra la pirámide de la luna y en el otro el templo de Quetzalcoatl, además de la Ciudadela y la plaza de la pirámide del sol, el templo de los caracoles emplumados, el palacio de los jaguares y el museo de pinturas murales.

### Pirámide del Sol
Una espaciosa plaza, decorada originalmente con esculturas del Señor del Inframundo, separa la calle de los Muertos del edificio más imponente de la ciudad. Este fue llamado Tonatiuh Itzacual (“encierro del Sol”) por la gente del Posclásico. Hoy sabemos, sin embargo, que la majestuosa construcción no estaba consagrada a dicho astro, sino al que seguramente fue el patrono de la ciudad: el dios de la lluvia. Al menos así parecen indicarlo las ofrendas y los niños sacrificados que allí fueron enterrados. Según los especialistas, esta pirámide, junto con el canal y la masiva plataforma que la rodean, representa al
monte sagrado, mítico contenedor del agua y la riqueza universales.

### Pirámide de la Luna
La calle de los Muertos termina en la Plaza de la Luna, sin duda el más armónico de los espacios urbanos de Teotihuacán. Teatro ritual de primer orden, esta plaza está delineada por la Pirámide de la Luna y otros 13 templos de menores dimensiones. Al centro de ella vemos un adoratorio de cuatro escalinatas y, casi al pie de la gran pirámide, los vestigios de la Estructura A. Dentro de este oratorio hay diez altares que figuran simbólicamente el centro del universo, los rumbos cardinales y los intercardinales. 

### Calzada de los Muertos
Este cuadrángulo amurallado de 350 m por lado se sitúa exactamente entre la Ciudadela y la Pirámide del Sol. Encierra en su interior una multitud de pirámides, plazas, cuartos y conjuntos de departamentos. Las áreas excavadas hasta la fecha revelan una rica decoración escultórica y pictórica, así como una excepcional calidad en los materiales constructivos. Según varios especialistas, el complejo Calle de los Muertos fue, a partir de la fase Tlamimilolpa, la sede del gobierno teotihuacano y, quizá también, la residencia de sus mandatarios.

### Ciudadela
La Ciudadela se encuentra inmediatamente al este de la calle de los Muertos, en el corazón mismo de la urbe. A pesar de su nombre, este imponente cuadrángulo de
400 m por lado nunca tuvo funciones defensivas, sino religiosas y residenciales. Su ancha plataforma, coronada por 15 templos, enmarca una plaza de 44 000 m².

## Atractivos turísticos
Es un lugar precioso para ir a turistear cuando los labores del trabajo y escuela terminan, puede pasar un agradable fin de semana, cuenta con la zona arqueológica más preciosa del Estado de México. Patrimonio cultural que le da la bienvenida a miles de turistas cada año, en el equinoccio de primavera es una de las fechas más importantes, puesto que las creencias aluden a la buena vibra y recibiendo del Dios Quetzalcóatl. En definitiva es un lugar maravilloso.
Dentro de los principales atractivos turísticos de San Juan Teotihuacán están la catedral de San Juan Bautista y la zona arqueológica de Teotihuacán, Los cuales se pueden recorrer en globo aerostático ya que a las orillas del municipio se encuentra el globopuerto, abierto a todo aquel que desee participar de una bella experiencia aérea; su globopuerto de nombre VOLARE, que ocupa una superficie de 40,000 metros cuadrados y desde ahí pueden despegar hasta 25 globos, con capacidad de 6 personas cada uno, miden hasta 24 metros de altura y están fabricados con una tela especial de nailon que resiste las altas temperaturas. dentro de los atractivos también se encuentran los museos que están dentro de la zona arqueológica, y en el centro del municipio, también los balnearios y el jardín de plantas cactáceas en el que se llevan a cabo eventos culturales, estos lugares se pueden visitar en un paseo en calandria los cuales se pueden encontrar en el jardín central, o bien se pueden recorrer dando un paseo en bicicleta, el recorrido en bicicleta se lleva a cabo por las ciclovías que comienzan en el centro del municipio de San Juan Teotihuacán, pasando por el Cuartel General ya que este es uno de los más importantes dentro de la Zona, hasta llegar por la entrada principal hacia las pirámides. 
También se encuentra una de las atracciones preferidas por los niños y es la del paseo por el reino animal, es un mundo natural fuera de serie, puedes estar tan cerca de los animales que podrás alimentarlos tú mismo, podrás acariciarlos y estrechar sus patitas como un saludo. abierto de martes a domingo de 10:00 a 18:00. este parque cuenta con 52 hectáreas para correr, jugar, pasear y sobre todo convivir con animales. se encuentra ubicado en el kilómetro 25 de la carretera México Tulancingo a 5 min. de las pirámides de Teotihuacán. 
Acolman, dentro del marco arqueológico de Teotihuacán, mismo que se localiza a 45 km de la Ciudad de México. Quien es uno de los municipios dentro de la zona de Teotihuacán que aporta la mayor cantidad de tradiciones y actividades culturales. Este fascinador Municipio colonial en rodeado de naturaleza está cultivado de historia,  haciéndolo un destino ideal para pasar un agradable día en las orillas territoriales de Teotihuacán. Donde podrás encontrar y visitar el Templo y Ex Convento de San Agustín construido entre 1539 y 1560, el Museo Virreinal de Acolman que se encuentra situado dentro ubicado adentro del Ex convento y da a mostrar la vida que llevaron los monjes y la Cruz Atrial, dicho Ex convento donde se dio la principal aportación cultural de México, Las Piñatas, el cual también tiene sus festividades dentro del marco de las Posadas, vida de los monjes y la Cruz Atrial. Así contando con gran infinidad de tradiciones, que circunvecina el Municipio de Acolman. 
Catedral Santuario del Divino Redentor
Edificada, según la inscripción ubicada en la fachada principal, en el año de 1548, este templo ahora convertido en catedral de la diócesis de Teotihuacán es admirado por su decoración plateresca. Se edificó para la veneración a la imagen de San Juan Bautista originalmente, esto se demuestra por un nicho ubicado en la parte superior de la entra a la catedral, así mismo denotamos en la parte del superior del altar un magnífico cuadro montado en las columnas centrales del templo, en el cual podemos observar uno de los pasajes más representativos de la historia católica, “El bautismo de Jesús por parte de Juan el Bautista”. Con el paso del tiempo se ha creado una ferviente veneración a una advocación de Jesús que lleva por nombre “Divino Redentor”, el cual es una imagen sumamente especial pues cuenta con la cualidad de ser una pieza articulada (Movimiento articular en extremidades superiores e inferiores”, única en la región. Los muros dentro del tempo se encuentran adornados de manera excepcional por pinturas las cuales tienen temas religiosos el más imponente y que resalta sobre ellos es el mural el cual representa el sueño que tubo Jacob en el campo de las escaleras hacia el cielo.Dentro del templo se encuentra una pequeña capilla edificada principalmente para la veneración de la advocación del Sagrado Corazón de Jesús, en la cual se denotan la belleza de la construcción de un nicho en el cual se encuentra dicha imagen teniendo de fondo un mural en el cual se observan ángeles contemplando la majestuosidad de la advocación del Sagrado Corazón de Jesús. A la entrada de la capilla se encuentra una cita literaria la cual menciona lo siguiente: “En el décimo quinto año del pontificado de N.S.P. El señor León XIII y primero del último Sr. Arzobispo de México Dr. D. Próspero M. Alarcón, se bendijo por el mismo esta capilla dedicada a El Sagrado Corazón de Jesús, siendo cura de la parroquia, el señor presbítero Antonio Fonseca y Beltrán. Abril 24 de 1892.” En cuestión a las festividades religiosas que se celebran en la catedral del Divino Redentor se encuentra la del tercer domingo de julio, dedicada a la imagen del Divino Redentor Y tiene una duración de 12 a 15 días aproximadamente, la cual tiene una peculiaridad que en el transcurso de los primeros nueve días, puesto que cada una de las celebraciones litúrgicas “misas”, es donada por algún pueblo vecino perteneciente a la diócesis. La celebración más grande y notoria es la del tercer domingo del mes de julio ya que ese día puedes encontrar muchas atracciones culturales y religiosas, como son: celebraciones eucarísticas, la danza de moros y cristianos, la danza de Archileos, caravanas artísticas, juegos mecánicos y diversos puestos de artesanía, comida y antojitos. En verdad es una gran oportunidad de conocer diversas costumbres y gente que te recibirá con los brazos abiertos.

## Artesanías
El valle de Teotihuacán es reconocido por sus trabajos en obsidiana, ónix, así como piezas que utilizan piedras semipreciosas en su diseño. Por otro lado, la gastronomía se destaca con sus productos alimenticios tales como la salsa de xoconostle, las conservas y los licores.
En la antigüedad Teotihuacán representó un centro con actividad comercial importante, con producción de escultura, cerámica y figuras murales. Actualmente, preserva la herencia de saberes y técnicas prehispánicas plasmadas en la artesanía, son visibles en máscaras, pirámides, joyería con piedras semipreciosas y figuras que replican a dioses, ídolos y sacerdotes prehispánicos.
Al día de hoy, Teotihuacán cuenta con 1177 artesanas y artesanos de acuerdo con el Registro Estatal de Artesanas y Artesanos, agosto 2023, de las ramas Lapidaria y Cantera, Alfarería y Cerámica, Gastronomía Artesanal, Metalistería y Textiles. De las anteriores, destacan la creación de ídolos prehispánicos, máscaras, licores, baúles y carpetas.

## Cultura y museos

### Museo de los Murales Teotihuacanos (Beatriz de la Fuente
Importancia destacada.
El Museo de Murales teotihuacanos Beatriz de la Fuente fue un proyecto gestado por el Instituto Nacional de Antropología e Historia y la Universidad Nacional Autónoma de México, a través del Seminario La pintura mural prehispánica en México de dicha universidad, encabezado por la doctora Beatriz de la Fuente.
	El Museo de Murales teotihuacanos Beatriz de la Fuente, es un espacio creado para mostrarnos la riqueza artística contenida en la ciudad prehispánica de Teotihuacán.	 	
Descripción.
	El museo fue proyectado en 1997 y materializado en 2001 por el INAH, y reestructurado en 2006, albergando una extensa colección de piezas arqueológicas, como es piedra labrada, cerámica, obsidiana y por supuesto una gran cantidad de fragmentos de murales, así como maquetas y un extenso cedulario informativo para explicar el proceso de trabajo en la elaboración de la pintura mural.	 	
Temáticas tratadas en el Museo de Murales teotihuacanos Beatriz de la Fuente.
	El objetivo principal del museo es mostrar al visitante la otra cara de la ciudad antigua de Teotihuacán, la ciudad original decorada por infinidad de pintura en todos los edificios que la conformaron.
	El museo consta de 9 salas temáticas, distribuidas en 13 pequeñas salas y su acervo está conformado por el material arqueológico de la zona. Los temas se desarrollan a partir de la ubicación espacio temporal de la ciudad, éstas son: 1). Integración plástica, 2). El Tiempo. Orientación urbana y Pintura Mural, 3). El juego de pelota y el inicio del tiempo, 4). Los temas en los Murales Prehispánicos, 5a). Fases Técnicas, 5b). La Técnica, 6). Reproducción del Pórtico 25 de Tetitla, 7). Ideología y religión, 8). El conjunto del Sol. Zona 5-A y 9). Sala informativa, Beatriz de la Fuente, como un tributo y reconocimiento al trabajo realizado por la doctora de la Fuente (q. p. d.).
	En este museo podemos observar distintos aspectos artísticos, representando perfecta amalgama de las distintas artes teotihuacanas (arquitectura, escultura y pintura); observaremos la importancia que la cosmogonía y el tiempo tuvieron en la cultura teotihuacana.
	Los aspectos fundamentales del muralismo teotihuacano, como son su técnica, método de escritura (que aún no ha sido descifrado en su totalidad), así como su cronología con base a la evolución técnica y artística; la relación con la ideología y la religión de acuerdo a los estudios realizados de este invaluable arte de al menos 1500 años de antigüedad.	 	
Horario.
	Lunes a domingo de 8 a 17 horas.
Costo de acceso.
Entrada general: 65 pesos. Incluye entrada a la zona arqueológica.
Contacto.
Teléfonos: 01 (594) 958 – 2081 / 01 (594) 956 – 0052 / 01 (594) 956 – 0276.

## Población de Teotihuacán
San Francisco Mazapa
San Francisco Mazapa es un poblado que pertenece también al municipio de San Juan Teotihuacán, este colinda con el municipio de San] Martín de la Pirámides, zona arqueológica de Teotihuacán y Santa María Coatlan, debido a su acercamiento con la zona Arqueológica, la mayoría de los pobladores se dedican a la elaboración y venta de artesanías, actividad que le ha dado renombre a nivel internacional, principalmente por la elaboración de la obsidiana y barro. La obsidiana es una piedra volcánica traída del Estado de Hidalgo, es una piedra negra con matices diferentes, como son negro, dorada y verde, con ella se elaboran esferas, figuras prehispánicas, máscaras, apaches, tortugas, las piezas más elaboradas llevan incrustaciones de metales y piedras semipreciosas.
San Francisco Mazapa es un pequeño pueblo que venera al Santo Patrono San Francisco de Asís, que se festeja el día 4 de octubre, en donde la gente adorna las calles y el templo dedicado a él, con flores y portadas que la gente dona ya sea individualmente o por grupo, en la madrugada del día 4 de octubre se realiza una procesión por todas las calles del pueblo con la imagen y una banda de música, en el templo se efectúa una misa en su honor y se quema una gran cantidad de cohetes, en el centro del pueblo se organiza una feria con juegos mecánicos y venta de antojitos.
Por la tarde hay danzas de Archareos y Moros y Cristianos. En la noche hay una quema de juegos pirotécnicos y se realiza un baile.
La gente acostumbra a organizar una comida en sus casas, invitando a sus conocidos de los poblados aledaños y de otras regiones, la comida que se acostumbra a ofrecer es barbacoa que es muy representativa de estos pueblos, mole, arroz, tlacoyos, etc.

## Política
El municipio de San Juan Teotihuacán pertenece al V Distrito Federal Electoral y al XXXIII Distrito Local Electoral.
Las principales localidades del municipio son 9 y la cabecera municipal que son: San Agustín Actipac, Santiago Atlatongo, Santa María Maquixco, San Francisco Mazapa, San Isidro del Progreso, San Lorenzo Tlalmimilolpan, San Sebastián Xolalpan, Santa María Coatlán y Santiago Zacualuca.
La mayor parte de los pueblos que integran el municipio son de origen prehispánico.

### Presidentes municipales
| Presidente Municipal (Alcalde) | Periodo de Gobierno |
| ------------------------------ | ------------------- |
| Manuel Pinette                 | 1930                |
| Pedro Ruiz Gutiérrez           | 1932                |
| Vicente Sánchez                | 1934                |
| Bibiano Méndez                 | 1935                |
| José Escalona                  | 1936                |
| Celestino de la O.             | 1938                |
| Agapito Hernández Ortega       | 1940                |
| Juan Salcedo                   | 1943                |
| Alfredo Ramírez Luna           | 1944                |
| Felipe Ávila Sil               | 1946                |
| Filemón García Godínez         | 1949                |
| Rafael Manterola y Salcedo     | 1952                |
| Roberto García Sierra          | 1955                |
| Roberto Ruiz Pinette           | 1958                |
| Luis Rodríguez Flores          | 1961                |
| Ángel Tielve Pinette           | 1963                |
| Rubén Fernández Millán         | 1964                |
| María Pineda Torres            | 1967                |
| Carlos Cedillo Arce            | 1970                |
| Roberto Ruíz Campean           | 1973                |
| Rubén Basan de la Peña         | 1975                |
| Esteban Reveles Aguilar        | 1978                |
| Eloy Morales Reyes             | 1979- 1981          |
| Ramiro Pineda Álvarez          | 1981- 1984          |
| Sergio de la Rosa Pineda       | 1985-1987           |
| Hugo P. de Torre Diez          | 1988-1991           |
| Gonzalo Rodríguez              | 1991-1994           |
| José María González            | 1994-1997           |
| Esteban Reveles                | 1997-1999           |
| Edwin Romero                   | 1999-2000           |
| Humberto Peña Galicia          | 2000-2003           |
| Guillermo Rodríguez Céspedes   | 2003-2006           |
| Adriana Reyes Castañeda        | 2006-2009           |
| Álvaro Sánchez Mendoza         | 2009- 2012          |
| Rene Monterrubio               | 2013-2015           |
| Arturo Cantu Nieves            | 2016-2018           |
| Jaime Heredia Ángeles          | 2019-2021           |
| Mario Paredes de la Torre      | 2022-2024           |